# Nationalstraße 3 (Belgien)
Die N3 ist eine belgische Nationalstraße und führt von der belgischen Hauptstadt Brüssel über Löwen, Tienen, Sint-Truiden und Lüttich bis zur deutschen Grenze bei Aachen. Hier beginnt die Bundesstraße 264. Sie verläuft über weite Strecken parallel zur Autobahn A 3 Brüssel - Aachen und kreuzt diese insgesamt drei Mal. Diese Straße durchquert alle drei belgischen Regionen (Brüssel, Flandern und Wallonien) und alle drei Sprachgebiete Belgiens (deutsch, französisch und niederländisch).

## Geschichte
Im 18. Jahrhundert, als Flandern noch zu den österreichischen Niederlanden gehörte, begann man mit der Anlage eines gut ausgebauten Netzes von Pflasterlandstraßen, die in Flandern und im Rheinland als „Steenweg“ bzw. „Steinweg“ bezeichnet wurden.
Im Herzogtum Brabant begann der Straßenbau im Jahre 1709 mit dem Bau der Straße zwischen Brüssel und Löwen. 1715–1716 folgte der Streckenabschnitt von Löwen nach Tienen, 1719 war auch der Streckenabschnitt zwischen Tienen und Sint-Truiden fertiggestellt.
Am 21. November 1715 genehmigt der Lütticher Fürstbischof Joseph Clemens von Bayern den Bau einer Straße von Lüttich nach Sint-Truiden. Sie war die erste befestigte Kunststraße im Hochstift Lüttich. Ein Jahr später, am 24. September 1716, beschließt der Fürstbischof den Bau einer Straße von Lüttich über Herve nach Verviers.

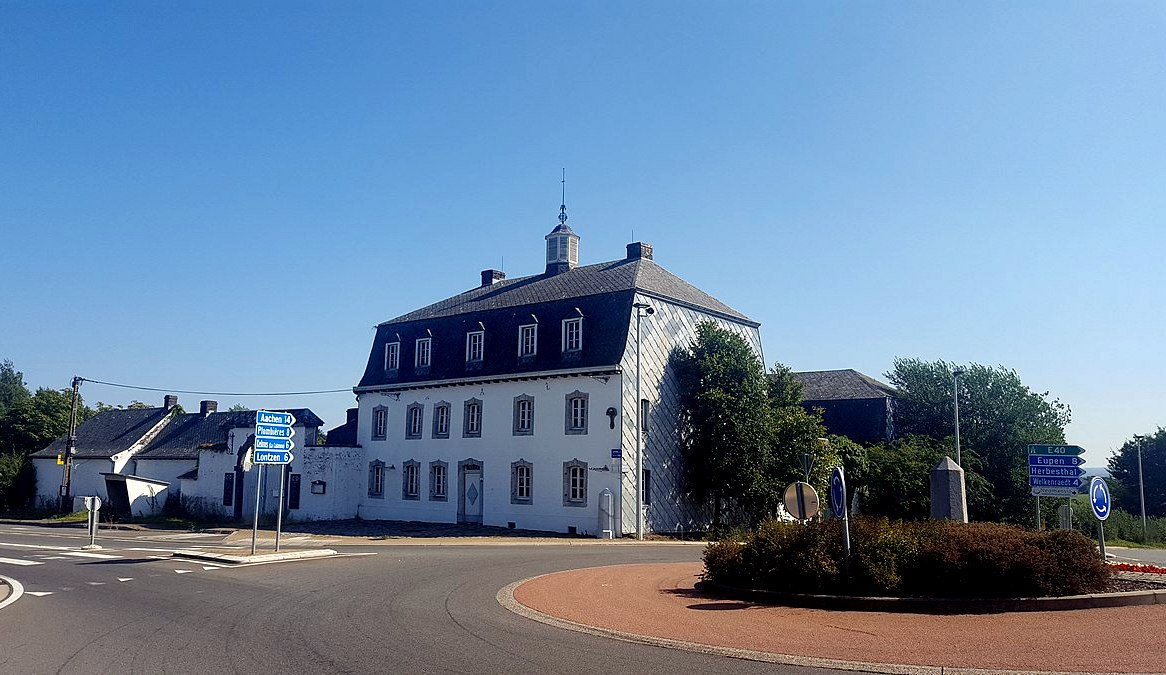
Ehemalige preuß.-belg. Grenzstation „Weißhaus“ hier endete die N3 zuvor

Nach dem Ersten Weltkrieg und dem Anschluss des vormaligen preußischen Kreises Eupen zum Land Belgien gehörte der Abschnitt der Lütticher Straße zwischen dem Ortsteil Bildchen sowie der Zollstation Weißhaus zum belgischen Territorium und gehört seitdem zur Nationalstraße 3. Aus Traditionsgründen behielt die Straße dennoch ihren Namen bei, allerdings mit dem französischen Zusatz „Chaussee de Liège“. Von der Trotzenburg bei Montzen bis Henri-Chapelle erhielt sie den Namen „Route Charlemagne“, im Abschnitt bis Battice heißt sie dann wieder „Chaussee de Liège“ und „Chaussee Charlemagne“ und wechselt danach bis Lüttich noch mehrfach ihren Namen.

## Verlauf

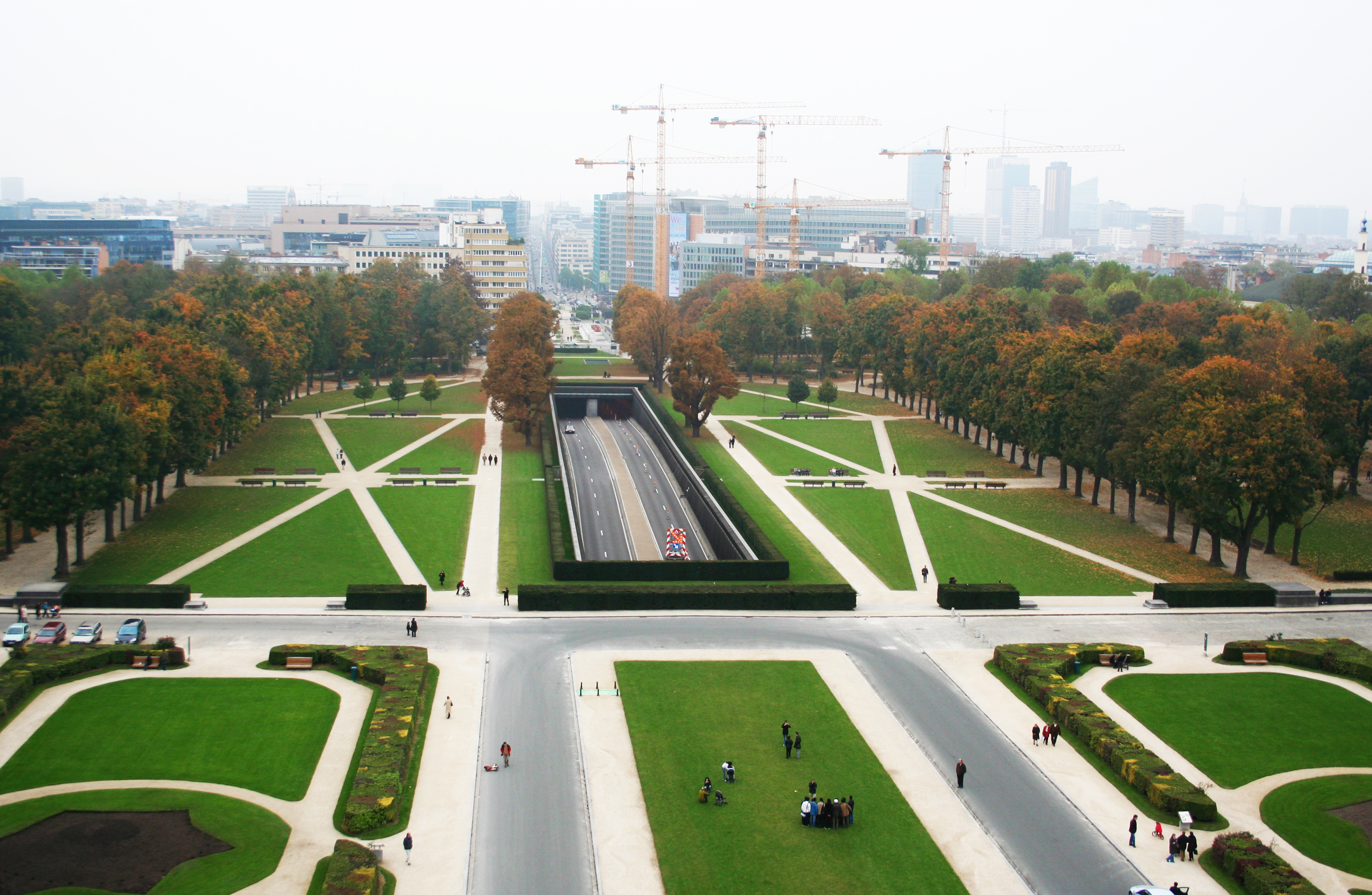
Der Jubelparktunnel: Die N3 verlässt als Tervurenlaan den Tervurentunnel unter dem Jubelpark

Die Nationalstraße 3 beginnt am Kleinen Ring in Brüssel an der Kreuzung Arts-Loi / Kunst-Wet. In Richtung Stadtzentrum führt sie über die Rue de la Loi/Wetstraat, in Richtung Aachen führt sie über die Rue Belliard/Belliardstraat. Sie unterquert den Jubelpark/Parc du Cinquantenaire mit Hilfe des Belliardtunnels und wird zur Avenue de Tervueren/Tervurenlaan, nachdem sie das Tervurentor in Etterbeek passiert hat. Die Avenue de Tervueren/Tervurenlaan durchquert ab dem Montgomeryplatz die Gemeinde Woluwe-Saint-Pierre/Sint-Pieters-Woluwe, führt am Woluwepark und am Parmentierpark vorbei, bevor sie in Auderghem/Oudergem in den Tervuursesteenweg/Chaussée de Tervueren einmündet. Nach dieser Kreuzung kehrt die N 3 nach Woluwe-Saint-Pierre/Sint-Pieters-Woluwe zurück und kreuzt dort den Brüsseler Ring, nachdem sie in Tervuren die Grenze zwischen Flämisch-Brabant und der Hauptstadtregion Brüssel überquert hat.
Kurz vor Löwen verläuft sie gemeinsam mit der Nationalstraße 2 auf dem Löwener Stadtring und kreuzt dann die Autobahnen A 3 in Bertem und A 2 im Löwener Vorort Heverlee. Zwischen Löwen und Tienen verläuft die N 3 parallel zur Autobahn und zur Eisenbahnlinie. In Sint-Truiden erreicht sie die belgische Provinz Limburg, in Oreye überquert sie die Grenze zur wallonischen Provinz Lüttich. Bei Loncin kreuzt sie abermals die Autobahn A 3 und durchquert anschließend das Stadtzentrum von Lüttich. In nordöstlicher Richtung wird die Autobahn A 3 in Soumagne ein drittes Mal gekreuzt. Die N 3 durchquert schließlich noch zwei deutschsprachige Gemeinden (Lontzen und Kelmis), bevor sie an der deutsch-belgischen Grenze in die Bundesstraße 264 übergeht.